# Lysande blå variabel
Lysande blå variabla stjärnor (LBV-stjärnor) är några av de varmaste och ljusstarkaste stjärnor som är kända. De släpper iväg mer energi än några andra stjärnor i universum, bortsett från stjärnor i utbrott. Den lysande blå variabeln kan senare utvecklas till en blå Wolf-Rayet-stjärna eller en röd superjätte. Variablerna är också kända som S Doradus-variabler efter prototypen S Doradus, en av de ljusstarkaste stjärnorna i Stora magellanska molnet. Variablerna är väldigt ovanliga och bara ungefär 20 objekt finns lista i GCVS,  General Catalogue of Variable Stars. och några av dessa ses inte längre som LBV-stjärnor.
Variabeltypen kallas ibland även Hubble-Sandage-variabel, med avseende på variabler upptäckta i M31 och M33. Variabeltypen infördes i och med GCVS4.

## Lista över LBV-stjärnor
Identifieringen av LBV-stjärnor kräver att observationerna bekräftas med karaktäristiska spektrala och fotometriska variationer. Kandidater får beteckningen cLBV fram till dess att observationerna kunnat bekräftas.
När kandidater observerats närmare har flertalet kunnat föras till andra typer av variabler. Nedan följer en lista med de stjärnor astronomerna bekräftat i Vintergatan och hos våra närmaste galaxgrannar.

### I Vintergatan
- V1672 Aquilae ( AFGL 2298)
- Eta Carinae
- AG Carinae
- HR Carinae
- P Cygni
- Pistolstjärnan
- G0.120 0.048
- GCIRS 34W
- V4029 Sagittarii (HD 168607)
- V4650 Sagittarii (FMM 362 eller qF362)
- V905 Scorpii (HD 160529)
- V481 Scuti
- W1-243
- Wray 15-571

### I Stora magellanska molnet
- S Doradus
- HD 269858 (R127)
- HD 269006 (R71)
- HD 269445 (R99)
- HD 269929 (R143)
- HD 269662 (R110)
- HD 269700 (R116)
- HD 269582 (MWC 112)
- S88

### I Lilla magellanska molnet
- HD 5980 (R14)
- HD 6884 (R40)

### I M31
- AF Andromedae
- AE Andromedae
- Var 15
- Var A-1
- LGGS J004341.84 +411112.0